# Douglas de Oliveira
Douglas de Oliveira, meglio noto come Douglas (Ponta Grossa, 30 gennaio 1986), è un ex calciatore brasiliano, di ruolo attaccante.